# Dalbulus naulti
Dalbulus naulti är en insektsart som beskrevs av Delong och Tsai 1989 . Dalbulus naulti ingår i släktet Dalbulus och familjen dvärgstritar. Inga underarter finns listade i Catalogue of Life.